# 747 př. n. l.

## Vědy a umění
26. únor – počátek Nabunassirského letopočtu (Nabunassirovy éry) – prvního z letopočtů používaných v historii (užíval se do 3. století př. n. l.)

## Hlava státu
- Asýrie – Aššur-nirári V.
- Babylonie – Nabu-Nasir